# Livet är en fest (radioprogram)
Livet är en fest var ett svenskt radioprogram som sändes i Sveriges Radio och omfattade 30 avsnitt fördelade på totalt 60 timmar och 60 program. Serien sändes 1999-2000 och i repris 2011-2012. Varje avsnitt omfattade två timmar men var uppdelat i två delar.
I programserien presenterade Stefan Wermelin och Staffan Schöier den svenska pop- och rockhistorien med intervjuer, arkivmaterial och musik. 